# Jean-Jacques Annaud

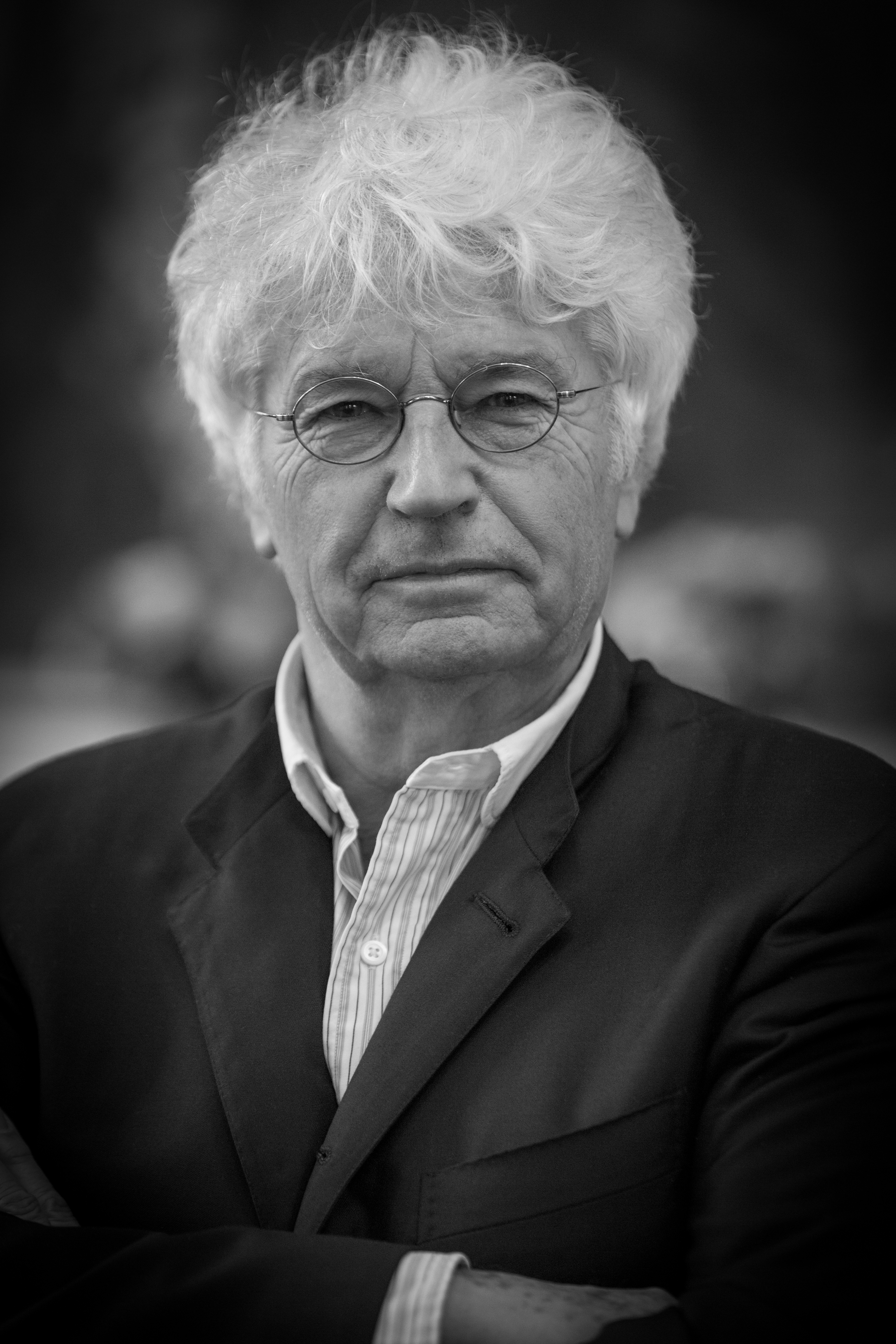
Jean-Jacques Annaud (2015)

Jean-Jacques Annaud (* 1. Oktober 1943 in Juvisy-sur-Orge, Frankreich) ist ein französischer Regisseur.

## Biografie
Er begann seine Karriere mit der Regie von TV-Werbespots in den späten 1960er bis frühen 1970er Jahren. In seinem ersten Spielfilm, Sehnsucht nach Afrika aus dem Jahr 1976, verarbeitete er Erfahrungen, die er während seiner Zeit als Entwicklungshelfer Anfang der 1960er Jahre in Kamerun gemacht hatte. Der Film wurde mit einem Oscar als Bester ausländischer Film ausgezeichnet.
Der übernächste Film, Am Anfang war das Feuer, erhielt zwei Césars, für den besten Film und die beste Regie. Mit diesem Film etablierte sich Annaud als Regisseur schwer zu kategorisierender Filme. Mit weiteren Werken festigte er seinen Ruf eines unkonventionellen Regisseurs noch weiter: Dazu gehören die Literaturverfilmung Der Name der Rose mit Sean Connery und Christian Slater nach dem Buch von Umberto Eco, der auf Marguerite Duras’ Roman Der Liebhaber basierende, gleichnamige Film mit Jane March sowie Der Bär mit zwei Bären und Tchéky Karyo.
Für seinen 1997 veröffentlichten Film Sieben Jahre in Tibet, eine Verfilmung des Lebens von Heinrich Harrer, erhielt er – wie die Hauptdarsteller auch – zunächst ein lebenslanges Einreiseverbot nach China; den 2015 veröffentlichten Film Der letzte Wolf konnte er jedoch in der inneren Mongolei ohne weitere Auflagen der chinesischen Zensurbehörden drehen.
2007 wurde Annaud als Nachfolger von Gérard Oury in die Académie des Beaux-Arts gewählt. 2018 gab er mit der zehnteiligen Miniserie Die Wahrheit über den Fall Harry Quebert sein Seriendebüt.

## Ehrungen
- 1997: Kommandeur des Ordre des Arts et des Lettres[3]

## Filmografie (Auswahl)
- 1976: Sehnsucht nach Afrika (La victoire en chantant)
- 1978: Und jetzt das Ganze nochmal von vorn (Je suis timide mais je me soigne) (Drehbuch)
- 1979: Damit ist die Sache für mich erledigt (Coup de tête)
- 1981: Am Anfang war das Feuer (La guerre du feu)
- 1986: Der Name der Rose
- 1988: Der Bär (L’ours)
- 1992: Der Liebhaber (L’Amant)
- 1995: Wings of Courage (Kurzfilm)
- 1997: Sieben Jahre in Tibet (Seven Years in Tibet)
- 2001: Duell – Enemy at the Gates (Enemy at the Gates)
- 2004: Zwei Brüder (Deux frères)
- 2007: Seine Majestät das Schwein (Sa majesté Minor)
- 2011: Black Gold (Or noir)
- 2015: Der letzte Wolf (Le dernier loup)
- 2018: Die Wahrheit über den Fall Harry Quebert (The Truth About The Harry Quebert Affair) (Fernsehserie)
- 2022: Notre-Dame in Flammen (Notre-Dame brûle)